# Vlechtheg

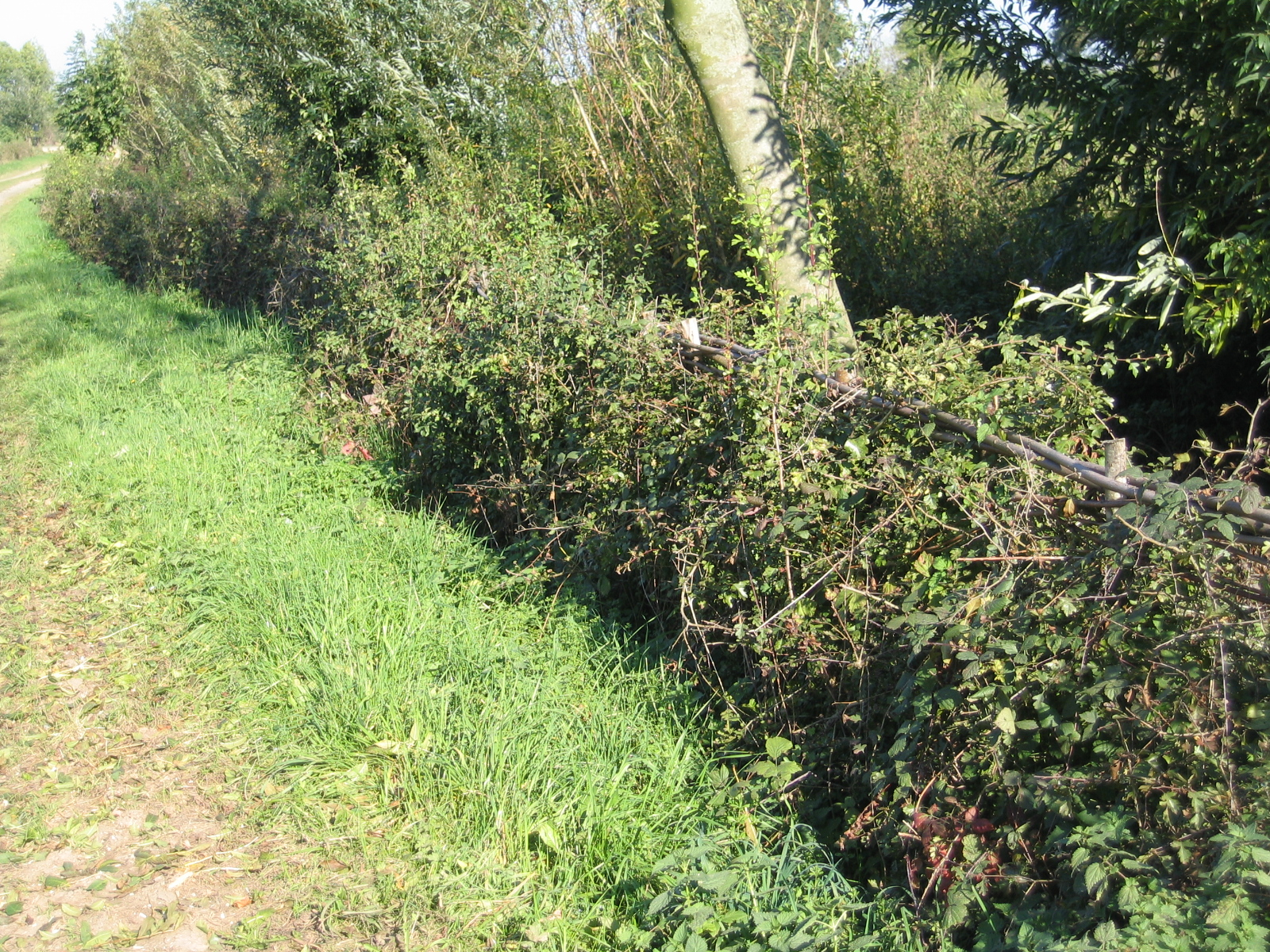
Vlechtheg in de Maasheggen

Een vlechtheg is een dichte heg van horizontaal en verticaal groeiende takken. 
Voor het maken van een nieuwe vlechtheg worden de dikkere takken van jonge struiken tot op twee derde doorgesneden en horizontaal gebogen. Op de omgebogen tak groeien nieuwe scheuten. Na vier tot vijf jaar is er een voldoende stevige en dichte heg.

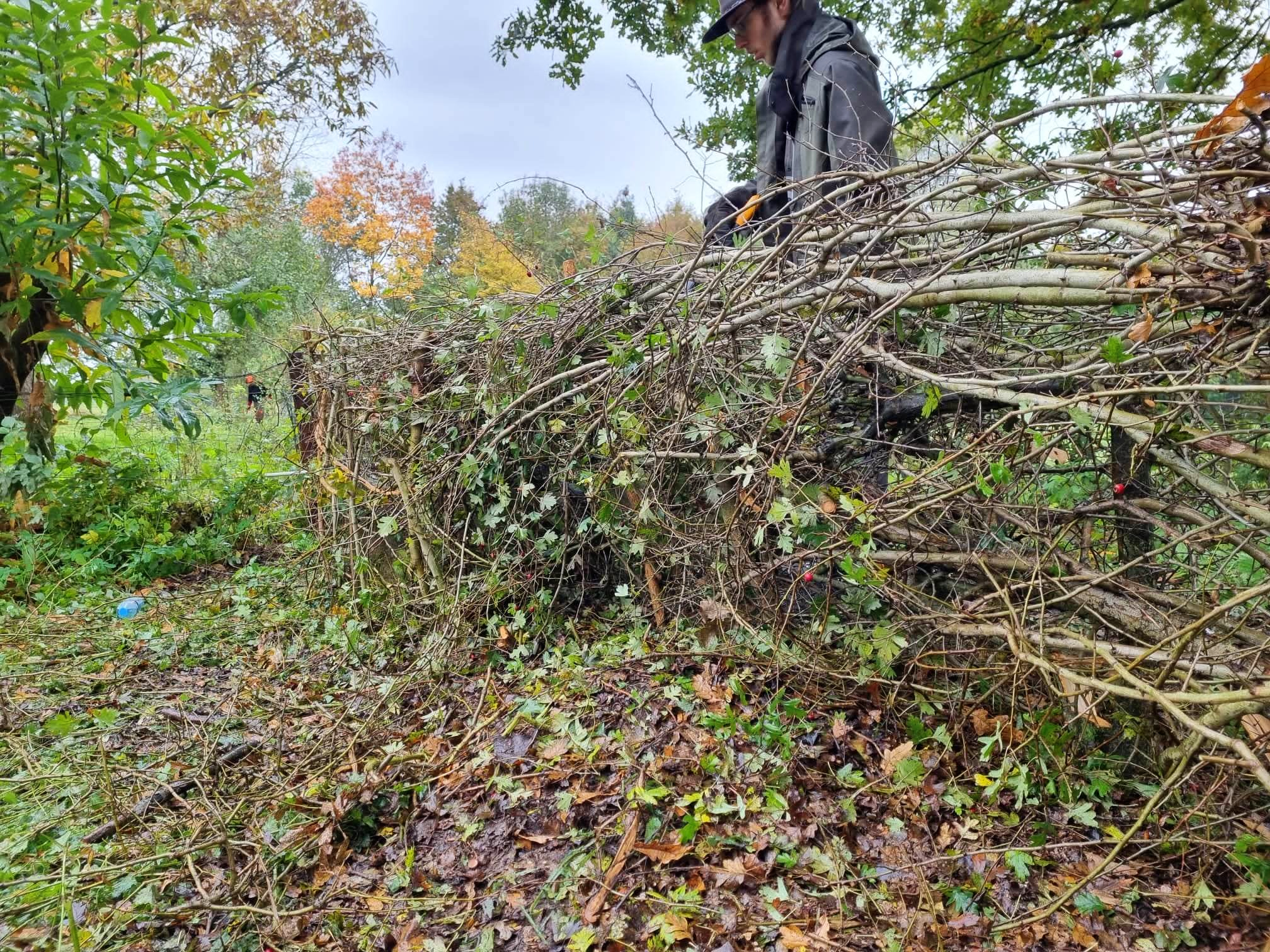
Een heggenvlechter die een vlechtheg met eenstijlige meidoorn maakt

## Vlechtheggen in Nederland
Julius Caesar verwees al naar vlechtheggen in Nederland. Tot 1945 kwamen er nog veel vlechtheggen in het Nederlandse landschap voor. Na de Tweede Wereldoorlog zijn er veel gerooid en deels vervangen door prikkeldraad. In onder meer het Maasheggengebied tussen Cuijk en Vierlingsbeek zijn flinke lengtes vlechtheggen met autochtone struiken bewaard gebleven. Natuurbeheerders streven naar heraanleg van de heggen op plaatsen waar dat mogelijk is. In uiterwaarden is daarvoor instemming van Rijkswaterstaat vereist. Het Maasheggenvlechten in Noord-Brabant is erkend als door UNESCO beschermd immaterieel erfgoed. 

## Vlechtheggen buiten Nederland
In Duitsland, vooral in de deelstaten Nedersaksen en Sleeswijk-Holstein, wordt veel waarde gehecht aan het voortbestaan en eventueel herstel van vlechtheggen en houtwallen. In beide deelstaten zijn deze landschapselementen wettelijk beschermd. Een vlechtheg wordt, vooral in Sleeswijk-Holstein, ook wel Knick genoemd. In die deelstaat wordt een norm gehanteerd om 60 meter Knick per hectare landbouwgrond te behouden. Een smalle strook akker- of weiland naast de eigenlijke heg zelf wordt mede tot deze beschermde zone gerekend, en mag bijvoorbeeld niet met pesticiden behandeld worden. In maart 2023 is de instandhouding en het onderhoud van deze Knicks in Sleeswijk-Holstein erkend als UNESCO beschermd immaterieel erfgoed.

## Gebruikte struiken
Voor vlechtheggen worden meidoorn, sleedoorn en hazelaar eventueel samen met bramen of rozen, zoals berijpte viltroos (Rosa sherardii), ruwe viltroos (Rosa pseudoscabriuscula), hondsroos, schijnhondsroos (Rosa subcanina), kale struweelroos (Rosa dumalis), heggenroos (Rosa corymbifera) gebruikt. 
Ook kunnen gele kornoelje (Cornus mas), kamperfoelie, mispel, kardinaalsmuts (Euonymus), hulst, es, vuilboom (Frangula alnus) worden gebruikt. Met vlieren (Sambucus spp.) lukt het niet. 

## Ecologie
Vlechtheggen zijn belangrijk voor vele diersoorten zoals de boomkikker, de grauwe klauwier, de uil en de das.

## Trivia
- In het familiewapen van Piet Hein is een vlechtheg verwerkt.